# Arènes La Pradera
Les arènes La Pradera (espagnol : Plaza de toros La Pradera) sont les arènes de la ville colombienne de Sogamoso, dans le département de Boyacá, en Colombie. Inaugurées le 20 juillet 1968, elles ont une capacité de 6 500 places.